# Hedgehog Island
Hedgehog Island ist eine kleine Insel aus blankem Granit vor der Borchgrevink-Küste des ostantarktischen Viktorialands. In der Moubray Bay liegt sie 1,5 km südlich des Helm Point.
Eine Mannschaft der Hallett-Station besuchte sie im Jahr 1957. Wissenschaftler einer von 1957 bis 1958 durchgeführten Kampagne im Rahmen der New Zealand Geological Survey Antarctic Expedition benannte sie nach ihrer Form, die an einen Igel (englisch hedgehog) erinnert.